# エクステトラ
『エクステトラ』（EXSTETRA）は、2013年11月7日にフリューから発売されたPlayStation Vitaおよびニンテンドー3DS用ファンタジーRPG。

## ゲームシステム
「キス」が重要なポジションを占めており、主人公（プレイヤー）はキスをすることで仲間を守護騎士として覚醒させることが可能だが、同性に対してキスすることも可能である。

### 仕様
戦闘メンバーは4人までで残りはバックアップメンバーとして後方待機となる。守護騎士たちは後方待機ばかりにさせているとリョウマへの好感度がどんどん下がる。
本作の最大の特徴が武器･防具にエンチャントしたスキル、アクセサリの持つスキル、個人が習得したスキルの発動にある。状況に応じて発動し、攻撃行動を増やす効果がある。発動率はスキルレベルに準ずる。また発動率そのものを上げるスキルもある。
武器・防具は強化ジェムでレベルを上げられる最大レベルは各10。各種武器の強化ジェムは当該キャラクター加入後に店頭に並ぶようになる。防具の強化ジェムはレアアイテム。強敵撃破時に稀に入手出来る。
スキルには武器用と防具用とに分かれ、更には間接攻撃キャラ限定と近接攻撃キャラ（一部対象外）限定のスキルがある。
回復アイテムが割合性のため薬草（HPの40％回復）は初期から最終盤まで使える。

### 戦闘
戦闘に入る際のキャラクターたちの台詞で相手のレベルが判別可能。配置に応じて入力出来る行動が異なる。
3種類のオート戦闘が用意されており、「全力攻撃」「回復優先」「MP消費なし」のいずれかを選択することになる。ただし、全力攻撃では相手も後先も考えずにMPを使い切る大技ばかり連発し、回復優先ではMP回復に手持ちの食材アイテムを使用する。MP消費なしだと技は一切使わないためアカリなどは行動を一切しないなどの弊害が生じる。
コマンド入力後、またはオート選択後はRボタンでの早送りが可能となる。早送りしないとコマンド処理にかなり時間がかかる。
戦闘の最大のコツはスキルをなるべく発動させて手数を増やすことにある。実際、通常攻撃の連発入力でもスキルが多く発動すると実質的な攻撃行動回数が4～5回になりローコストで敵を殲滅出来る。
戦闘時の行動および終了時にEXSポイントが獲得出来る。守護騎士は1ゲージ消費することでEXS技を1回使用可能。プリズマとのキスで発動出来る。ミニイベントが邪魔だと感じるなら設定で演出オフにも出来る。
戦闘キャラは敵撃破でテンションが上がり、ハイテンション状態になると二回行動が可能になる。

### 料理
様々な機会でレシピを入手する。イベントや戦闘時ドロップ、レベルアップ時など機会は文字通り様々。更に特定のレシピを使った料理で大成功すると効果アップした上位料理と共に新レシピを得られる。
料理は該当キャラクターの好感度が高いほど成功しやすく、低いと失敗が増える。
調理アイテムは通常の回復アイテムに戦闘時に使用した際のプラス効果が付くことも多い。

### その他
各キャラクターは装備品につけたスキルを継承させていくことで特徴を生かした戦い方が出来る。これにはエンチャントされたスキルを一度解除するリセットルーンというアイテムが不可欠で序盤から購入で2つずつ（ストーリー進行で店の品揃えが増える際に補充される。最終盤のみ8つ並ぶ）入手可能だがダンジョン奥のモンスターからドロップするためこのアイテム収集は不可欠要素。もともと使っていた武器からのリセットも必要だが、新たに使う予定の武器についた余計なスキルを解除するためにも必要。
敵モンスターにはそれぞれ適正レベルがある。レベルが上がりすぎて適正レベルを過ぎると敵全体が次の段階にシフトして強敵になる。
本編の他にミニイベントが用意されている。マサルの野望イベント、ジンの刀剣入手イベント、ミヅキの遺失物捜索イベント、アカリの薬草探索イベントなどで、それぞれ装備アイテムやレシピを入手出来る。
最終ダンジョンでプレイヤーが任意で選んだ好感度の高い守護騎士キャラのエピローグが6人分存在する。

## ストーリー
異世界アメイジアに星乃 水姫（ミズキ）と共に召喚された成沢 諒真（リョウマ）は記憶を失った状態で目を覚ます。二人は巫女セレネーにより救出される。セレネーに促されミズキにキスをするリョウマ。するとミズキは完全武装した姿となる。神官バラムにより崩壊に瀕する世界を救う救世主プリズマとその騎士だとみなされた二人は虹の出現と共に現れる騎士の卵たちを救出して仲間に加え、預言書を集めるという使命を与えられる。ミズキ、リョウマはセレネーと共に御手洗 優（マサル）、稲葉 志穂（シホ）、柏村 仁（ジン）、雛形 あかり（アカリ）、早見 琴音（コトネ）ら騎士の卵たちを救出して仲間に加えていく。彼らはアメイジアが融合したのが正に彼らが暮らしていた東京そのものだと知って衝撃を受ける。
預言書が揃う中、セレネーは更なる深淵に踏み込むべく「神々の回廊」の探索を提案する。そうした段階に到り妨害者たる黒騎士の襲撃を受けるようになる。黒騎士の妨害を撥ね除け、預言書集めを続けるリョウマたちはセレネーが別の思惑を持っていることを知る。そんな中、セレネーが姿を消し、バラムが襲撃される。現場に居た黒騎士に疑いの目を向けるリョウマたちだったが、黒騎士の正体こそセレネーの双子の妹である巫女エレナであり、エレナは不審な行動をとる姉を密かに監視するため黒騎士に身をやつしていた。バラムの今際の際の言葉により、セレネーはバラムが密かに隠し持っていた「空の書」を奪うために襲撃したことが判明する。バラムもセレネーも嘘をついていた。そしてエレナもまたリョウマに重大な事実を隠していた。

## 登場人物

### プリズマとその騎士たち
リョウマ / 成沢 諒真（なるさわ りょうま）
声 - 中村悠一
本作の主人公。世界の崩壊とともに異世界アメイジアへ訪れることとなった高校生。
アメイジアでは救世主プリズマとされている。記憶喪失であり、元の世界のことを覚えていない。
性格は優柔不断でトラブルに見舞われると記憶喪失を言い訳にしている。最終局面では重大な決断を下す。
戦闘力は傑出しているとは言い難いがプリズマである彼が倒れるとゲームオーバー（その場での再戦プレイは可能）。回復魔法にはとても優れる。中盤以降は強力な攻撃技を習得するが、ほぼ全MPを使い切る。
ミズキ / 星乃 水姫（ほしの みずき）
声 - 日笠陽子
リョウマと共にアメイジアへ来た高校生で本来の成沢諒真を知っている。リョウマとのキスにより守護騎士として覚醒する。
料理もそれなりに得意で性格も前向きだがひどい焼きもち焼き。
主武器は弓。間接攻撃キャラ兼回復役としてはそれなりに優秀だが、有効な小技が少ない。
マサル / 御手洗 優（みたらい まさる）
声 - 江口拓也
リョウマと共にアメイジアへ来た高校生。バカ、スケベ、お調子者と三拍子揃ったゲーム好き。リョウマとのキスにより守護騎士として覚醒する。
メンバーのムードメイカー。シホとは腐れ縁に近い関係。孤高を気取ろうというジンに対しては挑発したりからかったりしている。
主武器は戦闘斧（バトルアックス）。近接攻撃キャラで攻撃力は高く攻撃技は多彩。挑発やノックバックさせた後に自身をバーサーク化など小技の優秀さは傑出している。EXS技の解放はコトネ加入時のイベント戦闘と比較的遅い。
シホ / 稲葉 志穂（いなば しほ）
声 - 石原夏織
アイドルを夢見る女子高生。オーディションを受ける最中にアメイジアに飛ばされた。リョウマとのキスにより守護騎士として覚醒する。
料理が苦手。性格は明るく陽気で声が大きくよく通る。
主武器は銃。射程は最長で後列から最奥配置の敵にも攻撃が届く。初期のEXS技が全体攻撃とかなり使えるが威力は今ひとつ。
ジン / 柏村 仁（かしわむら じん）
声 - 小野友樹
名門進学校の剣道部主将を務める高校生。眼鏡をかけた美男子。弱小剣道部を彼の代で全国優勝させた優秀な剣士。アメイジアへ来たあとは剣道を生かした剣術で生き延びてきた。リョウマとのキスにより守護騎士として覚醒する。
性格はクールで古風かつ孤独を好む。嘘がつけない性格でマサルに挑発されて様々なことを暴露しまくった。コトネの危機に際し、最終的に彼の活躍で救出するも一時は見捨てようとしたことを詫びた。
主武器は刀。しかし彼の意に適う名刀はアメイジアではなかなか入手できず、武器屋の親父が隠しているという情報を得てからはしつこく足を運んで交渉する。抜群の戦闘力を持つ近接攻撃キャラだが、各技の攻撃対象は少なめ。
アカリ / 雛形 あかり（ひながた あかり）
声 - 小倉唯
リョウマを「おにいちゃん」と慕う（マサルは「マサチン」、ジンは「ジンジン」と呼ぶ）、リョウマの一つ年下の少女。リョウマとのキスにより守護騎士として覚醒する。守護騎士としての格好は魔法少女スタイル。
性格は明るく活発で食いしん坊。コトネの加入後は様々な食べ物をねだる。意地汚いマサルを容赦無く制裁する。また魔法屋の娘と親しくなり持病で出歩けない彼女を明るく励ましている。
主武器は杖。セレネーと並ぶ本格的な魔法の使い手。反面、MP消費なしのオート戦闘では行動せず出番なしという極端なキャラ。
コトネ / 早見 琴音（はやみ ことね）
声 - 茅野愛衣
リョウマより一つ年上の高校生。リョウマとのキスにより守護騎士として覚醒する。「ハヤミ亭」という料理屋の娘で料理が得意。
性格は温和でおっとりしているが時々シャレにならない冗談でリョウマを翻弄する。
主武器はナイフ。近接攻撃キャラで小技が多彩。最前列なら敵の二列目も攻撃可能。攻撃力の低さをHIT数でカバーする。

### 巫女
セレネー
声 - 遠藤綾
アメイジアの巫女で、リョウマを導く存在。かつてはセリオスと共に戦った。
性格はクールでミステリアス。なにを考えているか悟らせない。
主武器は槍。魔法攻撃も多彩。ただしどっちつかずで守護騎士たちと違いEXS技がない。
エレナ / 黒騎士
声 - 喜多村英梨
アメイジアの巫女。セレネーの双子の妹。かつてはセリオスと共に戦った。姉セレネーの行動に不審感を抱き、黒騎士として監視する。リョウマたちから離反した姉に代わって参戦する。戦闘能力はセレネーとほぼ同一。

### アメイジアの人々
セリオス
声 - 細谷佳正
リョウマの前の代のプリズマ。その使命を全うした。
バラム
声 - 大木民夫
エクステトラの塔にたたずみ、リョウマらの活躍を見守る神官。

## 用語
エクステトラの塔
神々が作り上げたとされる塔。
プリズマ
このゲームの中の救世主とされる者で、守護騎士がついている。
エクス
主人公たちの力の源となる存在。主人公は敵を倒すことでそれを摂取し、キスを通じてに仲間に分け与えることができる。
分け与えられた仲間は守護騎士として覚醒し、必殺技を扱うこともできる。

### 舞台
アメイジア
東京と融合した結果、植物に覆われた異世界。

## 主題歌
「with you」
作詞・作曲・編曲：丸山真由子 / 歌：ClariS

## 開発
ファミ通2013年5月号にて、本作に関する情報が初めて公表され、誌面には『アンチェインブレイズ レクス』の制作元であるフリューの新作RPGとして紹介されていた。
本作の美術は『シャイニング・シリーズ』で知られるTonyが担当し、キャラクターデザインは『スターオーシャン4 -THE LAST HOPE-』で知られるエナミカツミが担当した。音楽は『キングダム ハーツ シリーズ』等で知られる下村陽子が担当した。
当初は2013年10月17日の発売を予定していたが、制作スケジュールに遅れが生じたため、11月7日に発売延期となった
2013年9月、Xseed Gamesを展開するMarvelous USA, Inc.は、本作の英語版を製作する意向がないことを明らかにした。

## 評価
ファミ通クロスレビューでの評価は8・8・7・7で、合計点数は30点だった。